# Liptako

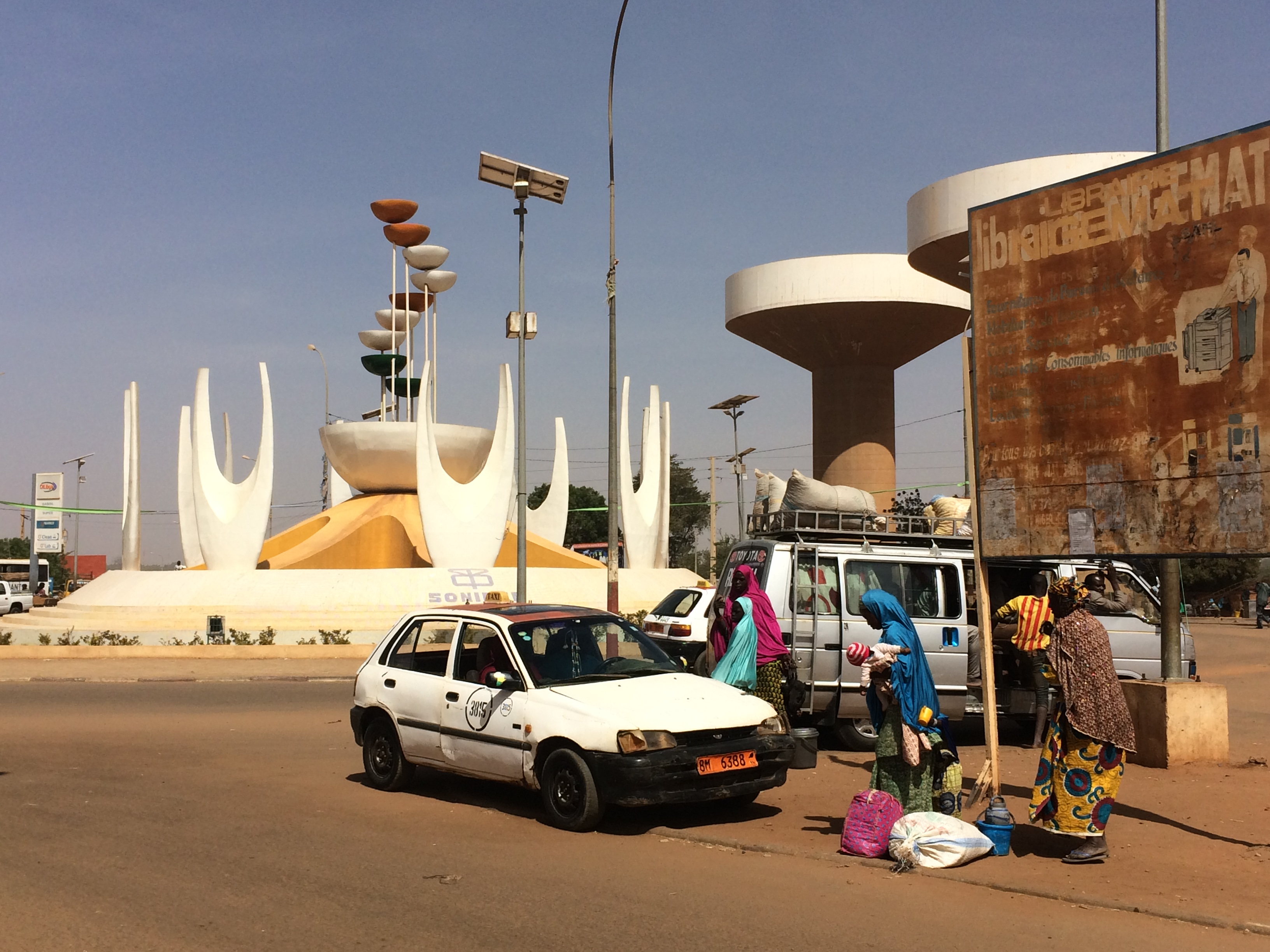
Mujeres subiendo a un taxi en la rotonda de Liptako-Gourma en Niamey, Níger, África Occidental.

Liptako es una región histórica de África Occidental. Está situada en el este de Burkina Faso, el suroeste de Níger y una pequeña porción del centro sureste de Malí.  

## Historia y población
La región montañosa que comienza en la parte derecha del río Níger, Liptako generalmente se asocia con el Emirato de Liptako, un estado islámico Fulani de principios del siglo XIX, fundado por Brahima Saidu . Con los seminómadas Fula, la principal población histórica de Liptako son los gourmantche, una población minoritaria en cada una de las tres naciones, así como los mossi y songhai. El otro nombre común de la región, Liptako-Gourma, es una referencia al pueblo gourmantche. 

## Situación en la actualidad
La moderna Liptako, está situada en 10 de las 19 provincias de Burkina Faso, junto con el departamento de Tera y el departamento de Say Níger, y pequeñas partes de Mali, es un área montañosa y en algunas partes escasamente poblada. Como en otros lugares, la población fula, conocida como "Liptaako" o Liptako Fula, sobrevive históricamente con la cría y el comercio de ganado seminómada. Say, un centro comercial cercano del río Níger, regionalmente dominante en el siglo XIX, dependía en parte de las rutas comerciales de los fula a través de Liptako. A finales del siglo XX, se descubrieron en la zona oro y otros minerales, lo que llevó a la creación en 1970 de la Autoridad Liptako-Gourma : una zona regional centrada en la promoción de los recursos minerales, energéticos, hidráulicos y agrícolas de la zona. La zona cubierta por la autoridad cubre un área de 370.000   km², más amplio que el histórico Liptako, que incluye 19 provincias de Burkina Faso, 4 regiones administrativas de Malí y dos Regiones y una comunidad urbana de Níger. Las principales ciudades de Liptako incluyen Diagourou, Téra en Níger, y Dori, koala y Aribinda en Burkina Faso.